# Иван Потиров
Иван Николов Потиров с псевдоним Атлас е български революционер, лозенградски селски войвода на Вътрешната македоно-одринска революционна организация.

## Биография
Иван Потиров е роден на 25 декември 1865 година в лозенградското село Пирок, тогава в Османската империя. Завършва Цариградската българска духовна семинария през 1891 година, след което преподава в родното си село и в Аврен и Мустраклия. Присъединява се към ВМОРО през 1896 година и става войвода на смъртната дружина от Пирок (1899 - 1903). През Илинденско-Преображенското въстание е в отряда на Лазо Лазов, а по-късно в четата на Лазар Маджаров. Умира на 2 декември 1966 година в София.